# Polla Chilena de Beneficencia
La Polla Chilena de Beneficencia es una empresa estatal chilena encargada de la administración de los juegos de azar con sede central en Santiago de Chile. Junto con la Lotería de Concepción, tiene el duopolio en el país de la organización de loterías y otros juegos de azar públicos. Sus accionistas son: CORFO (99%) y el Fisco chileno (1%). Es administrada y supervigilada por el Comité Sistema de Empresas.

## Historia
Fue fundada el 13 de julio de 1934, al ser publicada la ley N° 5.443 que autorizaba a la Junta Central de Beneficencia y Asistencia Social a realizar cuatro sorteos de lotería al año; posteriormente se amplió su rubro a todo tipo de juegos de azar. La Junta designaba a un Consejo para su administración y posteriormente un Comité Administrativo. Se convirtió en Sociedad Anónima el 22 de noviembre de 1989.[cita requerida]
Del 5% de la venta de los sorteos se forma un Fondo de Beneficiarios, que por ley es entregado a las siguientes instituciones (según la modificación más reciente de mayo de 2006) en los porcentajes que se señalan:
- Cuerpos de Bomberos de Chile (20%)
- Fundación de Beneficencia Aldea de Niños Cardenal Raúl Silva Henríquez (15%)
- Consejo Nacional de Protección a la Ancianidad (Conaprán) (12%)
- Corporación de Ayuda al Niño Limitado (Coanil) (12%)
- Sociedad Pro-Ayuda al Niño Lisiado (10%)
- Cruz Roja Chilena (8%)
- Voto Nacional O'Higgins (7%)
- Consejo de Defensa del Niño (6%)
- Sociedad de Asistencia y Capacitación (5%)
- Fondo Nacional de Salud (3%)
- Fundación de Instrucción Agrícola Adolfo Matthei (2%)

## Productos
Sus principales juegos son:
- Loto Clásico: juego de acierto numérico con 3 sorteos semanales (julio 1987, 17 de noviembre de 1989 a la fecha)
- Loto 3: 12 de mayo de 1997 a la fecha, hasta marzo de 2013 llamado Toto 3.
- Loto 4: abril de 2006 a la fecha, hasta 2014 llamado Polla 4.
- Racha:: febrero de 2012 a la fecha.
- Polla Gol: 4 de abril de 1976 a diciembre de 2003; agosto de 2008 a la fecha.
- Xperto: reemplazó por un tiempo a la Polla Gol pero sigue vigente aún, 30 de julio de 2004 a la fecha.
- Polla Raspes: 1986 a la fecha.
- Polla Boleto: lotería nacional con sorteos quincenales (1934 a la fecha).

### Productos descontinuados
Sus principales juegos desaparecidos son:
- Bingo (30 de septiembre de 1990-3 de junio de 1992)
- Tincazoo (7 de junio de 1992-16 de julio de 1998)
- La Pirámide (19 de julio de 1998-17 de diciembre de 2004)

## Hechos históricos
- El 19 de octubre de 2010 se registró, hasta ese momento, el sorteo más alto de la historia de los juegos de azar en Chile: $7.800 millones de pesos (unos 16 millones de dólares aproximadamente) estimados a repartir en el juego Loto. Hubo 2 ganadores del "Loto", 3 ganadores de la "Revancha" y 2 ganadores del "Desquite".[cita requerida]
- Otra situación similar se produjo el 11 de agosto de 2011. Se sortearon 8000 millones de pesos. Se registró un ganador en la ciudad de Quilpué con un premio de 5592 millones (US$ 11 862 788,71).
- Esta situación se repitió el 20 de octubre de 2016. Se sortearon 8500 millones de pesos (unos 13 millones de dólares aproximadamente). Hubo un ganador del Loto que se llevó 4412 millones[2] (US$ 6.795.019).
- Nuevamente, el 5 de febrero de 2019 se repitió esta situación del Loto. Se sortearon 10 300 millones de pesos, siendo el sorteo más alto de la historia. Después de 42 sorteos, hubo ganadores, esta vez fueron cinco, y cada uno se llevó 2131 millones[3] (US$ 3 254 463,2).
- En diciembre de 2015, la empresa realizó un inédito sorteo llamado La suerte de ser chileno donde repartía 10 millones de pesos a 7 personas. El único requisito era tener un Rol Único Nacional (conocido como RUN o RUT), sin haber comprado ningún tipo de boleto.[4] Los sorteos se realizaron del 21 al 24 de diciembre y fueron transmitidos por TVN.[5] El sorteo se repitió en diciembre de 2016, 2017 y 2019, con diversas modalidades.
- Para las Fiestas Patrias de 2016, la empresa realizó un sorteo en donde se premiaba con 2 millones de pesos a cualquier persona que se inscribiera; con la única condición de haber nacido un día 18 de septiembre, en donde se conmemora la Primera Junta Nacional de Gobierno de Santiago de Chile.